# Minha Irmã e Eu
Minha Irmã e Eu é filme de comédia brasileiro de 2023, dirigido por Susana Garcia e roteirizado pela própria diretora com a colaboração de Ingrid Guimarães, Célio Porto, Veronica Debom, Leandro Muniz e Fil Braz. O filme acompanha as irmãs Mirian (Ingrid Guimarães) e Mirelly (Tatá Werneck) que seguiram caminhos muito diferentes na vida mas precisam deixam de lado suas discordâncias quando a mãe (Arlete Salles) desaparece.
Produzido pela Paris Filmes em coprodução com a Paramount Pictures e Simba Content, o filme foi lançado nos cinemas do Brasil em 28 de dezembro de 2023 pela Paris Filmes. Minha Irmã e Eu foi recebido com avaliações mistas por parte da crítica de cinema. No entanto, o filme foi sucesso de público e registrou a melhor estreia nacional nas bilheterias de 2023. Em sua primeira semana em cartaz, foi assistido por 540 mil pessoas e arrecadou cerca de R$ 10 milhões.

## Sinopse
Mirian (Ingrid Guimarães) e Mirelly (Tatá Werneck) são duas irmãs nascidas em Rio Verde, no interior de Goiás. Elas não concretizaram o desejo da mãe, Dona Márcia (Arlete Salles), de se tornarem uma dupla sertaneja e seguiram direções opostas na vida. Mirian optou por permanecer na cidade natal, adaptando-se à serenidade da rotina do interior e dedicando-se aos cuidados da família, composta pelo marido Jayme (Márcio Vito), os filhos Jayme Júnior (Jaffar Bambirra) e Marcelly (Nina Baiocchi), além da mãe.
Por outro lado, Mirelly aparenta uma vida glamorosa nas redes sociais ao lado de amigos famosos, como Lázaro Ramos e Iza, mas, na realidade, enfrenta problemas financeiros, mora em um pequeno apartamento e trabalha como cuidadora de animais de estimação de celebridades. O enredo se desenrola quando Mirelly retorna a Rio Verde para celebrar o aniversário de Dona Márcia em uma festa luxuosa organizada por Mirian. Após uma briga entre as irmãs, Dona Márcia desaparece de maneira misteriosa, levando Mirian e Mirelly a superarem suas diferenças e embarcarem em uma aventura hilária pelas estradas do interior de Goiás para encontrar a mãe.

## Elenco
- Ingrid Guimarães como Mirian
- Tatá Werneck	como Mirelly
- Arlete Salles como Dona Márcia
- Márcio Vito como Jayme
- Jaffar Bambirra como Jayme Júnior
- George Sauma como Confortin
- Leandro Lima como Cowboy/Boiadero
- Antônio Pedro como Zé Tião[7]
- Nina Baiocchi como Marcelly
- Matheus Bonieri como Nassim
- Lázaro Ramos como Ele mesmo
- IZA como Ela mesma
- Taís Araújo como Ela mesma
- Chitãozinho & Xororó
- Felippe Sanches como Cambista

## Produção

### Desenvolvimento
O desenvolvimento do filme iniciou-se em 2019. Em outubro de 2022, Ingrid Guimarães deu entrevista falando sobre o projeto, citando que realizou um sonho de estrelar um filme ao lado de Tatá Werneck. "Há muito tempo quero falar sobre irmãs, algo essencial na minha vida. E também sempre quis falar um pouco das minhas raízes goianas", disse a atriz. O roteiro do filme foi idealizado pela própria atriz em parceria com Veronica Debom, Célio Porto, Fil Braz e Leandro Muniz. As gravações tiveram início em novembro de 2022 com locações no Rio de Janeiro e em Goiânia.

## Lançamento
Minha Irmã e Eu foi lançado em 28 de dezembro de 2023 pela Paris Filmes em em 1.017 salas de cinema em todo o país. Sessões de pré-estreia do filme foram realizadas desde o dia 25 de dezembro.

## Recepção

### Bilheteria
O filme registrou a melhor estreia de um filme nacional no ano de 2023. Em seu primeiro final de semana em cartaz, entre 28 de dezembro e 2 de janeiro de 2024, o filme foi assistido por 340 mil pessoas e gerou R$ 6 milhões de receita. Em 5 de janeiro, o filme já registrou a marca de 540 mil espectadores, acumulando uma receita de R$ 10 milhões. Durante esse período, Minha Irmã e Eu ocupou a vice-liderança no ranking de bilheteria nos cinemas do Brasil, ficando atrás apenas do filme estadunidense Aquaman 2. Depois de três semanas, passou um milhão de espectadores, algo que não ocorria com um filme brasileiro desde Minha Mãe é uma Peça 3 em 2019.

### Resposta da crítica

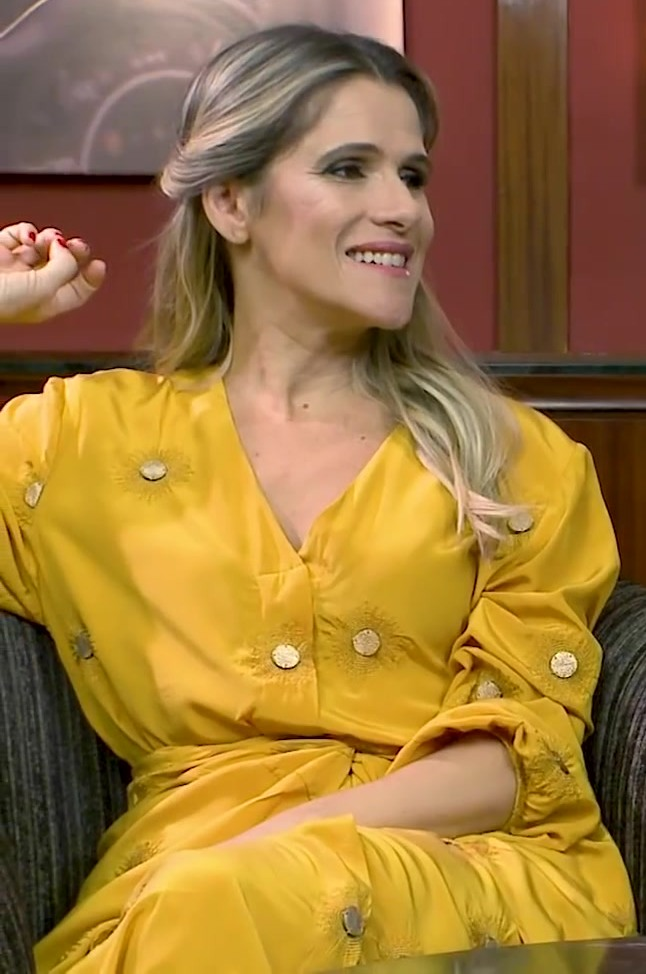
A performance de Ingrid Guimarães foi elogiada pela crítica.

Minha Irmã e Eu obteve um recepção morna por parte da crítica especializada, onde negativaram o roteiro por falta de criatividade, piadas fracas e pouco criativas, além da história clichê. Escrevendo para o website Papo de Cinema, o jornalista Marcelo Müller elogiou o desempenho de Ingrid Guimarães no papel da interiorana Mirian, citando que a atriz se "esforça para desenhar com consistência essa mudança, mas sem descaracterizar a personagem que passa a ter um pouco mais de consciência". No entanto, Müller pontou que há um "desnível" nas performances das protagonistas, pois enquanto Guimarães busca manter sua personagem coesa, Tatá Werneck "parece mais preocupada em utilizar uma metralhadora de palavras e improvisos a fim de instaurar o caos", nas palavras do crítico. Ele conclui sua crítica dizendo que, apesar dos deslizes, o saldo do filme ainda é positivo.
Inácio Araújo, da Folha de S.Paulo, escreve que o filme "reaviva a boa comédia brasileira". O crítico deu ao filme 3 de 5 estrelas () e disse: "O dinamismo do roteiro é bem aproveitado pela diretora Susana Garcia, cujo sucesso em uma série de comédias da década passada - culminando com Minha Mãe É uma Peça 3 - parece ter dado a segurança para se manter num gênero". Araújo ainda escreveu que: "Os momentos de riso, sorriso e alguma gravidade se alternam no roteiro, em que a oposição entre os temperamentos de Mirian e Mirelly ocupa lugar central - como essas oposições entre marido e mulher nas antigas comédias do casamento. As personagens, digamos, são complementares e, irmãs sempre, até deixam suas diferenças de lado quando a mãe decide desaparecer da vista de todos e o problema se transforma - em vez de ser cuidar da mãe, agora encontrar a mulher se torna a questão".
Victor Cierro, do portal Tangerina, fez uma avaliação negativa do filme e escreveu: "O único ponto positivo do filme nacional é Tatá. As piadas da atriz mostram quão bom é seu timing cômico, mas que fica destoante em uma trama como essa. Minha Irmã e Eu usa referências atuais da cultura pop para ter seus momentos mais engraçados. Se a história saísse dos clichês e apostasse nessa fórmula, o resultado seria completamente diferente". Já Janda Montenegro, do CinePOP, deu ao filme 4 de 5 estrelas (): "Uma vez mais Susana se debruça sobre o universo familiar e, particularmente, sobre o universo feminino, construindo, com leveza, os temas do seu filme, que, ao final, emociona sem a gente nem perceber o que está acontecendo. Não se surpreenda se uma ou duas lágrimas escaparem".

## Prêmios e indicações
| Lista de prêmios                   | Lista de prêmios                                | Lista de prêmios                                                             | Lista de prêmios |
| Associação(ões)                    | Categoria                                       | Recipiente(s)                                                                | Resultado        |
| ---------------------------------- | ----------------------------------------------- | ---------------------------------------------------------------------------- | ---------------- |
| Grande Prêmio do Cinema Brasileiro | Melhor Longa-Metragem – Comédia                 | Minha Irmã e Eu                                                              | Indicado         |
| Festival Sesc Melhores Filmes      | Melhor Atriz Nacional                           | Ingrid Guimarães                                                             | Indicada         |
| Festival Sesc Melhores Filmes      | Melhor Atriz Nacional                           | Tatá Werneck                                                                 | Indicada         |
| Festival Sesc Melhores Filmes      | Melhor Roteiro Nacional                         | Célio Porto, Verônica Debom, Ingrid Guimarães, Leandro Muniz e Susana Garcia | Indicado         |
| Prêmio ABRA de Roteiro             | Melhor Roteiro de Comédia: Prêmio Paulo Gustavo | Célio Porto, Verônica Debom, Ingrid Guimarães, Leandro Muniz e Susana Garcia | Indicado         |